# Via Manzoni (Napoli)
Via Manzoni è una delle maggiori strade di Napoli. Situata nel quartiere di Posillipo, con i suoi 5 km di estensione è la più lunga via della zona, costituendo assieme a via Posillipo e a via Petrarca una delle principali arterie stradali posillipine.

## Storia
Le prime attestazioni attinenti alla strada si ebbero nel corso del XVIII secolo; in particolare, concernevano una via il cui tracciato coincideva con il moderno percorso, descritto nella mappa del Duca di Noja del 1774 (fogli 17, 23, 24 e 30). La parte iniziale di questa antica strada, indicata come "strada di Posillipo" sulla mappa, traeva origine dalla residenza di Villa Patrizi, menzionata come "villa dell'avvocato Patrizio". Il percorso conduceva alla villa nota come "la Porta di Posillipo", che corrispondeva alla moderna via di Porta Posillipo. L'odierna via di Porta Posillipo rappresenta una strada alternativa, parallela a via Manzoni, situata sul pendio collinare che si affaccia verso Fuorigrotta.
Il viale antico proseguiva poi con la "strada di Villa Nuova", parte del borgo omonimo, e successivamente con la "via che porta al casale di S. Stratone" (il casale di Posillipo), per poi raggiungere il luogo conosciuto come Torre di Raniero, nonché Torre Ranieri, allora proprietà dell'omonima famiglia , donde, dopo una ampia curva, la strada giungeva effettivamente al Casale di S. Stratone, corrispondente all'attuale via Pascoli.
Nella seconda metà del XVI secolo, sorsero i villaggi più rilevanti lungo la strada, tra cui Porta di Posillipo e Villanova, mentre la Torre Ranieri risale all'epoca medievale. Gli altri insediamenti lungo via Manzoni, tuttora visibili, includono la già menzionata Villa Patrizi, costruita verso la metà del Settecento, e un notevole numero di residenze neorinascimentali e razionaliste edificate nella prima metà del XX secolo, tra cui:
- la villa Maria
- il villino al civico 141A
- la villa al civico 144A
- la villa Carmen
- la palazzina di Nocera-Improta, edificata dal banchiere Antonio Improta
- la palazzina al civico 237
- la palazzina al civico 120
- la villa Rattazzi, appartenuta all’allora primo ministro Urbano Rattazzi
- la villa Ada
- la villa Aragona
- la villa Castiglione
- la villa d’Anna
- il castello de Vita, appartenuto all’omonima famiglia nobile
- il castello al civico 8
- il castello al civico 24
- l’ospedale Fatebenefratelli, già collegio

La maggiore opera di urbanizzazione si ebbe, però, a partire dagli anni'50, allorché gran parte della città di Napoli fu investita, come mai prima di allora, dall'edificazione di nuove strutture residenziali.

## Geografia
La strada percorre tutto il crinale della collina di Posillipo dal corso Europa sino al parco Virgiliano. La via, inoltre, è l'unica ad essere prospiciente sul Golfo di Napoli, a sud, e su Fuorigrotta, Campi Flegrei, Ischia e Procida, a nord.